# Young Man with Ideas
Young Man with Ideas este o comedie romantică americană din 1952 regizată de Mitchell Leisen. În rolurile principale joacă actorii Ruth Roman și Glenn Ford.

## Distribuție
- Glenn Ford ca Max Webster
- Ruth Roman ca Julie Webster
- Nina Foch ca Joyce Laramie
- Denise Darcel ca Dorianne
- Ray Collins ca Jethrow
- Sheldon Leonard ca Rodwell 'Brick' Davis